# Ayşe Melis Gürkaynak

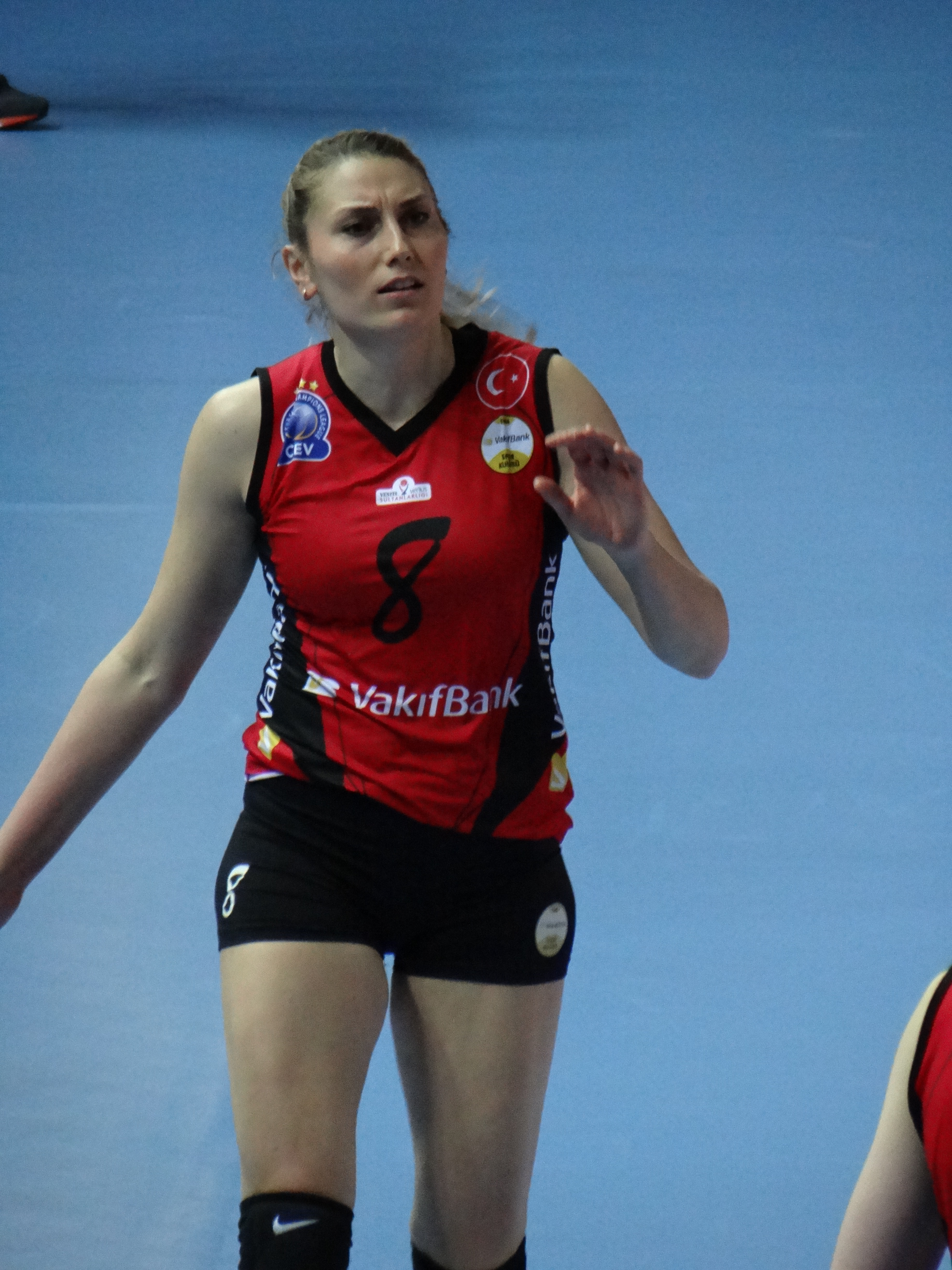
Ayşe Melis Gürkaynak zawodniczką VakıfBanku Stambuł w sezonie 2017/2018

Ayşe Melis Gürkaynak (ur. 20 kwietnia 1990 w Ankarze) – turecka siatkarka, reprezentantka kraju, grająca na pozycji środkowej.
Po ukończonym sezonie 2021/2022 postanowiła zakończyć karierę siatkarską.

## Kariera klubowa
| Kariera juniorska | Kariera juniorska                            | Kariera juniorska | Kariera juniorska | Kariera juniorska | Kariera juniorska | Kariera juniorska | Kariera juniorska | Kariera juniorska | Kariera juniorska | Kariera juniorska |
| ----------------- | -------------------------------------------- | ----------------- | ----------------- | ----------------- | ----------------- | ----------------- | ----------------- | ----------------- | ----------------- | ----------------- |
| Lata              | Klub                                         |                   |                   |                   |                   |                   |                   |                   |                   |                   |
| 2005–2008         | VakıfBank Güneş Sigorta Stambuł              |                   |                   |                   |                   |                   |                   |                   |                   |                   |
| Kariera seniorska |                                              |                   |                   |                   |                   |                   |                   |                   |                   |                   |
| Lata              | Klub                                         |                   |                   |                   |                   |                   |                   |                   |                   |                   |
| 2008–2009         | Galatasaray Stambuł                          |                   |                   |                   |                   |                   |                   |                   |                   |                   |
| 2009–2010         | Beşiktaş Stambuł                             |                   |                   |                   |                   |                   |                   |                   |                   |                   |
| 2010–2014         | VakıfBank Güneş Sigorta Türk Telekom Stambuł |                   |                   |                   |                   |                   |                   |                   |                   |                   |
| 2014–2015         | Galatasaray Daikin Stambuł                   |                   |                   |                   |                   |                   |                   |                   |                   |                   |
| 2015–2022         | VakıfBank Stambuł                            |                   |                   |                   |                   |                   |                   |                   |                   |                   |

## Sukcesy klubowe
Mistrzostwo Turcji:
- 2013, 2014, 2016, 2018, 2019, 2021, 2022
- 2011, 2012
- 2017

Puchar Challenge:
- 2008

Liga Mistrzyń:
- 2011, 2013, 2017, 2018, 2022[2]
- 2014, 2016, 2021

Klubowe Mistrzostwa Świata:
- 2013, 2017, 2018, 2021
- 2011
- 2016, 2019

Puchar Turcji:
- 2013, 2014, 2018, 2021, 2022[3]

Superpuchar Turcji:
- 2013, 2017, 2021

## Sukcesy reprezentacyjne
Liga Europejska:
- 2015